# HMS Implacable (1899)
El HMS Implacable, segundo buque de la Marina Real Británica en llevar este nombre, fue un acorazado pre-dreadnought de la clase Formidable botado en 1899. Los buques de la clase Formidable eran desarrollos de acorazados británicos anteriores, con la misma batería de cuatro cañones de 12 pulgadas (305 mm), aunque versiones más potentes de calibre 40, y una velocidad máxima de 19 nudos (35 km/h; 22 mph) de la clase Canopus anterior, al tiempo que adoptaban una protección de blindaje más pesada. El barco fue puesto en quilla en julio de 1898, botado en marzo del año siguiente y completado en julio de 1901. Puesto en servicio el 10 de septiembre de 1901, sirvió inicialmente en la Flota del Mediterráneo hasta 1908, cuando fue transferido a la Flota del Canal de la Mancha tras un reacondicionamiento. En mayo de 1909 el Implacable fue transferido a la Flota del Atlántico. Considerado obsoleto con la aparición de los buques dreadnought, entró en servicio con la Home Fleet en 1912 y fue encuadrado en su 5.º Escuadrón de Batalla.
Tras el estallido de la Primera Guerra Mundial, el Implacable, junto con el resto del escuadrón, fue asignado a la Flota del Canal. Después de las operaciones con la Patrulla Dover, fue asignado a la Campaña de los Dardanelos en febrero de 1915, en apoyo a los desembarcos navales en la península de Galípoli. Participó en el desembarco del Cabo Helles el 25 y 26 de abril y apoyó a las fuerzas del ANZAC en tierra en el transcurso del mes siguiente. A finales de mayo de 1915, se retiró para reforzar la flota italiana en el extremo sur del mar Adriático después de que Italia se uniera a la guerra del lado de la Entente. Permaneció en el Mediterráneo hasta junio de 1917, excepto por un breve regreso al Reino Unido en marzo y abril de 1916 para un reacondicionamiento. Después de regresar a Inglaterra, estuvo en inmovilización hasta marzo de 1918, cuando fue convertido para su uso como buque depósito para la Patrulla del Norte. En 1919, una vez finalizada la guerra, fue dado de baja y finalmente vendido como chatarra en 1921.

## Características técnicas

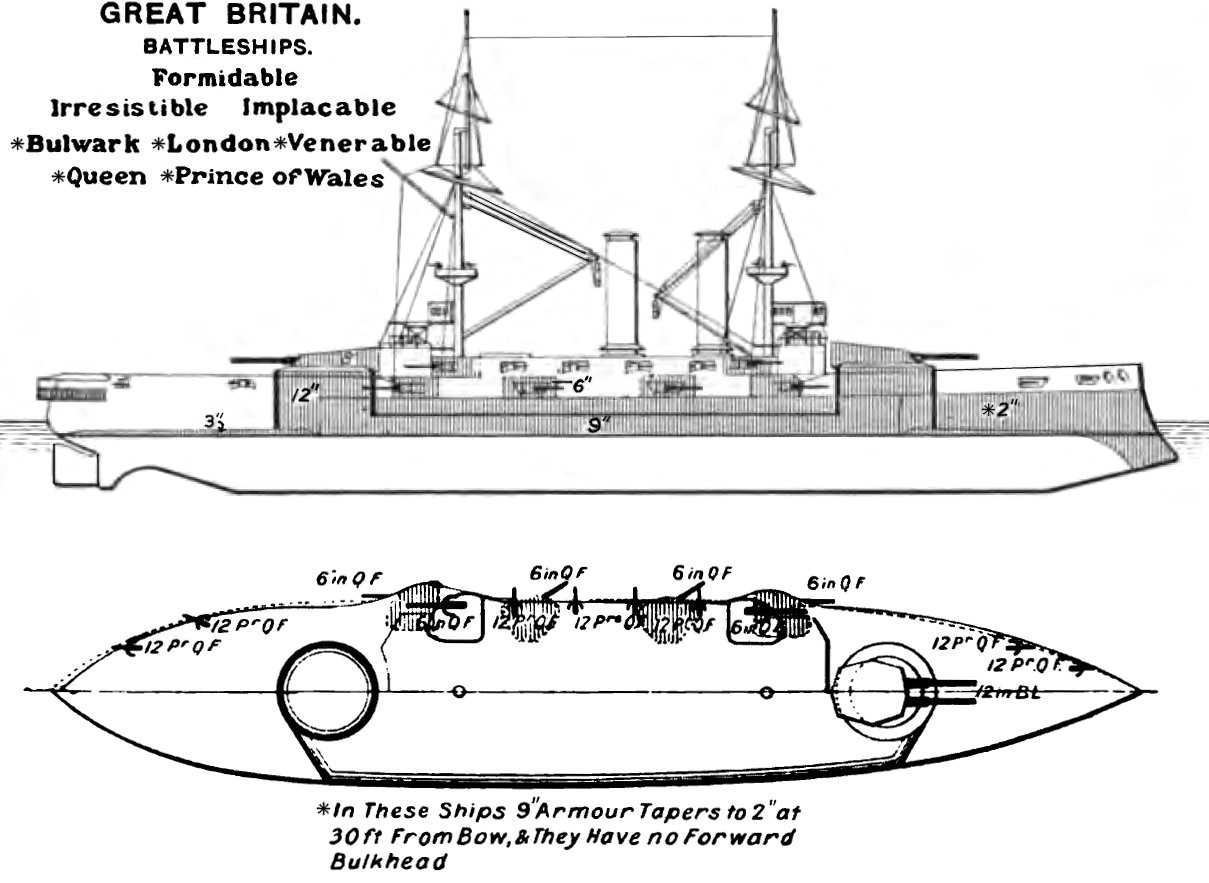
Plano simplificado con expresión del armamento de la clase Formidable en 1906

El diseño de la clase Formidable se preparó en 1897 y fue una mejora incremental con respecto a las clases anteriores Majestic y Canopus.  El Implacable adoptó el tamaño más grande de los Majestic, mientras que tomó el blindaje Krupp más resistente del diseño Canopus. Además, el nuevo diseño incorporaba cañones principales y secundarios más largos (y por lo tanto, más potentes) y una forma mejorada del casco. Estas características produjeron un barco con mejor protección de blindaje que cualquiera de las clases precedentes, pero con la misma alta velocidad de la clase Canopus.

### Dimensiones y tripulación
El Implacable tenía 131,6 m (431 pies y 9 pulgadas) de eslora, con una manga de 22,9 m (75 pies) y un calado de 7,90 m (25 pies y 11 pulgadas). Desplazaba 14 700 t (14 500 toneladas largas) normalmente y hasta 15 800 toneladas largas (16 100 t) a plena carga. Su tripulación contaba con 780 oficiales y marineros.

### Propulsión
Las calderas se agrupaban en dos embudos ubicados en el centro del barco. La propulsión estaba proporcionada por veinte calderas de tubo de agua a vapor Belleville asociadas a dos motores de triple expansión de 3 cilindros que proporcionaban 15 500 HP indicados (11 000 kW) y una velocidad de 18 nudos como máximo (33 km/h; 21 mph). En términos generales, el HMS Irresistible superaba ligeramente en velocidad y armamento a las clases mencionadas anteriormente y era de mayor tamaño; pero a baja velocidad tenía una capacidad de maniobra muy reducida.

### Armamento
El Implacable tenía una batería principal de cuatro cañones de calibre 40 de 12 pulgadas (305 mm) montados en disposición doble a proa y popa. Estos cañones, de un calibre que era considerado como el más potente a bordo de la época, estaban montados en barbetas circulares que permitían la carga o elevación en todas las direcciones. El buque también montó una batería secundaria de doce cañones de calibre 45 de 6 pulgadas (152 mm) montados en casamatas, además de diez cañones de 12 libras de 3 pulgadas (76 mm) y seis cañones de 3 libras de 47 mm (1,9 pulgadas) para la defensa contra torpederos. Como era costumbre en los acorazados de la época, también estaba equipado con cuatro tubos lanzatorpedos de 18 pulgadas (457 mm) sumergidos en el casco.

### Blindaje
El Implacable tenía un cinturón lateral de 9 pulgadas (229 mm) de grosor; Los mamparos transversales en cada extremo de la cinta tenían de 9 a 12 pulgadas (229 a 305 mm) de espesor. Los lados de cada torreta de la batería principal tenían un grosor de 8 a 10 pulgadas (203 a 254 mm), y la batería de casamata estaba protegida con 6 pulgadas de acero Krupp. La torre de mando del buque también tenía costados de 14 pulgadas (356 mm) de grosor. Estaba equipado con dos cubiertas blindadas, de 1 y 3 pulgadas (25 y 76 mm) de espesor, respectivamente. Las barbetas tenían un espesor de 12 pulgadas (305 mm).

## Historial

### Antes de la I Guerra Mundial
El HMS Implacable fue puesto en grada en el astillero de Devonport el 13 de julio de 1898 y botado el 11 de marzo de 1899 en un estado muy incompleto para dejar espacio para la construcción del acorazado HMS Bulwark. Fue terminado en julio de 1901. El 10 de septiembre de 1901, el Implacable fue comisionado en el astillero de Devonport por el capitán príncipe Luis de Battenberg para prestar servicio en la Flota del Mediterráneo, y partió de Plymouth hacia el Mediterráneo el 29 de septiembre, llegando a Malta el 9 de octubre de 1901. Los escudos de sus cañones de 3 libras fueron retirados al año siguiente. En junio de 1902 estuvo en Alejandría para las festividades programadas para la coronación del rey Eduardo VII, y en septiembre de ese año visitó Nauplia en el mar Egeo para realizar maniobras combinadas con escuadrones de las Flotas del Mediterráneo y del Canal. El capitán Reginald Charles Prothero fue nombrado al mando el 27 de octubre de 1902, sirviendo como tal hasta mayo de 1904. En noviembre de 1902 arribó en Génova para desembarcar al príncipe Luis en su partida a casa, y los oficiales del barco asistieron al baile de coronación diferido organizado por la colonia británica en la ciudad.
Durante su servicio en el Mediterráneo, se sometió a reformas en Malta en 1902, 1903-1904 y 1904-1905. Durante estos reacondicionamientos, sus mástiles fueron revisados varias veces a medida que se añadían telémetros y equipos de control de fuego.
El Implacable, rindió visita de cortesía a Barcelona el 4 de julio de 1905, proveniente de Mahón y puso rumbo seguidamente a Gibraltar el 11 de julio, junto con otros nueve buques de la Flota del Mediterráneo.Al día siguiente de llegar a Gibraltar, el 12 de julio de 1905, sufrió un accidente fatal al explosionar una caldera, causando nueve víctimas entre heridos y fallecidos. Sufrió otra nueva explosión en una caldera el 16 de agosto de 1906, como resultado de una pérdida de agua de alimentación que provocó el sobrecalentamiento de la misma. Entró en el astillero de Chatham en el Reino Unido en 1908 para otro reacondicionamiento. Durante éste, sus cañones de 12 libras se reubicaron de la cubierta principal a la superestructura, y las cuatro portillas delanteras se cubrieron para reducir las inundaciones por temporales. Cuando su reacondicionamiento de Chatham terminó en febrero de 1909, el Implacable fue transferido a la Flota del Canal, y luego a la Flota del Atlántico el 15 de mayo de 1909. Tras una reorganización de las flotas el 1 de mayo de 1912, el Implacable fue transferido al 5.º Escuadrón de Batalla de la Segunda Flota Nacional en el Nore el 13 de mayo de 1912.

### Primera Guerra Mundial
Cuando comenzó la Primera Guerra Mundial en agosto de 1914, el 5.º Escuadrón de Batalla fue asignado a la Flota del Canal de la Mancha con base en Portland. A finales de octubre de 1914, el Implacable y su quasi gemelo, el Queen, fueron asignados temporalmente a la Patrulla Dover para bombardear a las fuerzas del ejército alemán a lo largo de la costa de Bélgica en apoyo de las fuerzas aliadas que luchaban en el frente. Las fuerzas alemanas estaban atacando las posiciones francesas al este de Dunkerque, y necesitaban urgentemente apoyo de artillería pesada. Una flotilla de destructores y monitores ayudó a desbaratar el ataque antes de que llegaran el Implacable y el Queen, pero los informes de un inminente contraataque alemán con cruceros acorazados, que finalmente no se materializó, llevaron a los británicos a enviar los acorazados para protegerse de él en compañía de la Fuerza Harwich. Cuando quedó claro que la flota alemana no representaba ninguna amenaza, regresaron a la Flota del Canal. El 14 de noviembre de 1914, el 5.º Escuadrón de Batalla fue transferido a Sheerness en caso de un posible intento de invasión alemana, pero regresó a Portland el 30 de diciembre de 1914. En enero de 1915, las armadas británica y francesa comenzaron a enviar barcos al Mediterráneo oriental para comenzar las operaciones contra el Imperio Otomano, incluidos varios barcos del 5.º Escuadrón de Batalla. A finales de mes, solo el Implacable, el Queen, Prince of Wales y el London, junto con los cruceros ligeros Topaze y Diamond, que habían sido asignados para apoyar al 5.º Escuadrón, seguían en Portland.

#### La campaña de Los Dardanelos

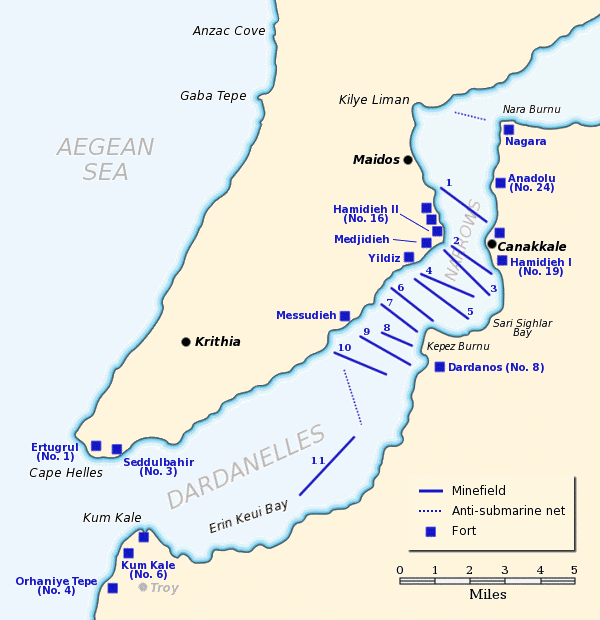
Mapa mostrando las defensas otomanas de los Dardanelos en 1915

En marzo de 1915, mientras las flotas británica y francesa que libraban la campaña de los Dardanelos se preparaban para lanzar un gran ataque el 18 de marzo, el comandante general, el almirante Sackville Carden, solicitó que dos acorazados más del 5.º Escuadrón, el Implacable y el Queen, fueran transferidos a su mando en previsión de pérdidas en la próxima operación. El Almirantazgo ordenó que los dos barcos se transfirieran a los Dardanelos, y salieron de Inglaterra el 13 de marzo de 1915 llegando a Lemnos el 23 de marzo de 1915. Cuando llegaron, los británicos ya habían perdido dos acorazados en el ataque del 18 de marzo, lo que llevó al Almirantazgo a enviar los dos últimos barcos del 5.º Escuadrón para unirse a la flota combinada. A su llegada a los Dardanelos, el Implacable se unió a la 1.ª Escuadra, que incluía otros siete acorazados bajo el mando del contraalmirante Rosslyn Wemyss. En el transcurso del mes siguiente, la flota británica y francesa comenzó los preparativos para los desembarcos en el cabo Helles y en la ensenada de Anzac, el comienzo de la parte terrestre de la campaña de Galípoli.
A última hora del día 23 de abril, las fuerzas aliadas comenzaron a moverse a posiciones para el desembarco; los transportes de tropas se dirigieron al punto de concentración de Ténedos. Wemyss lo siguió en el crucero acorazado Euryalus, y el Implacable y el acorazado Cornwallis lo acompañaron. En la noche del 24 al 25 de abril en los prolegómenos de la Batalla de Kumkale, soldados aliados se transfirieron de los buques de tropas al Implacable, Cornwallis y Euryalus, que luego navegaron a sus playas de desembarco al amparo de la oscuridad. El Implacable llegó a la playa X (que más tarde llevaría su nombre), parte de los desembarcos en el cabo Helles, y comenzó a enviar hombres a tierra a las 04:00 bajo la cobertura de su propio bombardeo de las defensas otomanas. En el curso del bombardeo, disparó veinte proyectiles de 12 pulgadas y 368 proyectiles de 6 pulgadas. En reconocimiento al apoyo crítico que había brindado a las tropas mientras atacaban las posiciones otomanas, llamaron al lugar de desembarco Implacable Beach.
En el transcurso de los días siguientes, el Implacable continuó bombardeando las posiciones otomanas alrededor de las playas de desembarco. Cuando las fuerzas otomanas comenzaron a reunirse en Krithia para lanzar un contraataque contra la "playa Y" el 26 de abril, el Implacable inició un intenso bombardeo que dispersó por completo a los otomanos. Dos días más tarde, estaba de nuevo frente a la playa X, y él y varios otros acorazados británicos y franceses bombardearon las concentraciones de tropas otomanas durante la Primera Batalla de Krithia. Ayudó a disolver un ataque otomano en la playa Y en la noche del 1 de mayo y apoyó un ataque infructuoso de los británicos y del ANZAC contra Krithia cinco días después, la Segunda Batalla de Krithia.

#### Otras operaciones en la Primera Guerra Mundial
El Implacable, junto con los acorazados London, Prince of Wales y Queen, se retiró de los Dardanelos el 22 de mayo de 1915 para formar parte de un nuevo escuadrón destacado en el Mar Adriático para reforzar la Armada italiana después de que Italia declarara la guerra a Austria-Hungría. El Implacable llegó a Tarento (Italia), su base para esta misión, el 27 de mayo de 1915. En noviembre de 1915, Implacable fue transferido al 3.er Escuadrón destacado. Con base en Salónica, este escuadrón se organizó para reforzar la Patrulla del Canal de Suez y ayudar a la armada francesa a bloquear las costas del Egeo de Grecia y Bulgaria. Trasladó su base a Port Said a finales de ese mes. El Implacable zarpó el 22 de marzo de 1916 para un reacondicionamiento en Inglaterra, llegando al astillero de Plymouth el 9 de abril de 1916. Cuando se completó su reacondicionamiento, regresó al 3er Escuadrón Destacado con base en Salónica. En junio de 1917, el Implacable estuvo en Atenas durante la abdicación del rey Constantino I de Grecia.
En julio de 1917, el Implacable regresó al Reino Unido y rindió viaje en Portsmouth para proporcionar tripulaciones a los buques antisubmarinos, y cuatro casamatas de la cubierta principal a cada lado fueron reemplazadas por dos cañones de 6 pulgadas en la cubierta de su batería. Estuvo en grada hasta marzo de 1918, cuando fue seleccionado para el servicio como buque de depósito con la Patrulla del Norte en Lerwick, Kirkwall y Buncrana. En la conversión, mantuvo su batería principal y los cuatro cañones de 6 pulgadas de la cubierta superior, pero el resto de sus cañones de 6 pulgadas fueron retirados, al igual que sus redes antitorpedos. En noviembre de 1918, el Implacable fue incluido en la lista de eliminación, dándose por amortizado en 1919 e incluyéndose el 4 de febrero de 1920 en la lista de enajenación. Fue vendido para desguace a la Slough Trading Company el 8 de noviembre de 1921. Revendido a una empresa alemana, fue remolcado a Alemania para su desguace en abril de 1922.